# 職務専念義務
職務専念義務（しょくむせんねんぎむ）とは、公務員の持つ義務のうち、自らの職務に専念しなければならないという義務のことをさす。

## 概要
国家公務員法第96条及び地方公務員法第30条では、公務員の服務の原則として「すべて職員は、国民全体の奉仕者として、公共の利益のために勤務し、且つ、職務の遂行に当っては、全力を挙げてこれに専念しなければならない」と規定される。さらに国家公務員法第101条第1項前段では、「職員は、法律又は命令の定める場合を除いては、その勤務時間及び職務上の注意力のすべてをその職責遂行のために用い、政府がなすべき責を有する職務にのみ従事しなければならない」、地方公務員法第35条では「職員は、法律又は条例に特別の定がある場合を除く外、その勤務時間及び職務上の注意力のすべてをその職責遂行のために用い、当該地方公共団体がなすべき責を有する職務にのみ従事しなければならない」とそれぞれ規定されており、勤務時間中の職務専念義務は明記されている。
また特別職公務員においても自衛隊法第60条では「隊員は、法令に別段の定がある場合を除き、その勤務時間及び職務上の注意力のすべてをその職務遂行のために用いなければならない」と規定され、自衛隊員の勤務時間中の職務専念義務が明記されている。外務公務員法及び裁判所職員臨時措置法の国家公務員法を準用する規定により、外務職員及び裁判所職員にも職務専念義務が規定されている。国会職員法第23条で「本属長の許可を受けなければ、濫りに職務を離れることはできない」と規定され、国会職員の勤務時間中の職務専念義務が明記されている。
なお、法令または条例に特別な定めがある場合は、職務専念義務が免除されることがある（職務専念義務免除、＝職専免又は職免）。

## 職務専念義務の免除（職専免）
地方公務員法35条の規定にある「特別な定め」とは、以下の例があげられる。
- 法律による例
  - 休職、停職の場合（地方公務員法第27条ほか）
  - 選挙権その他公民としての権利を行使する場合（労働基準法第7条）
  - 年次有給休暇（労働基準法第39条）
  - 産前産後休暇、育児休暇、生理休暇など（労働基準法第12条ほか）
  - 校外研修、兼業、兼職（教育公務員特例法第17条・22条）
  - 育児休業、部分休業（育児休業法）
  - 災害救助従事及び協力（災害救助法）

- 条例による例
  - (1)勤務時間、休暇等に関する条例
    - 休日、年次有給休暇、年末年始の休日、夏季休暇、その他の特別休暇

  - (2)　職員の服務に関する条例
    - 研修を受ける場合、厚生に関する計画の実施に参加する場合、その他任命権者が認めた場合

  - (3) その他の条例
    - 職務に関する講習会および講演会に参加する場合、資格試験や競争試験を受験する場合などもある

なお、特殊な例として、県費負担教職員の場合が挙げられる。県費負担教職員の職務専念義務の免除理由は、勤務条件の一つとして、都道府県条例で定めることとなっている（地方教育行政の組織及び運営に関する法律第42条）。一方、県費負担教職員の服務監督者は、市町村教育委員会である（地方教育行政の組織及び運営に関する法律第43条）ため、承認を行うのは市町村教育委員会となる。

## 営利企業等への従事制限
公務員は、職務の公平性を確保するという観点から、全体の奉仕者である公務員の本質に反し、職務専念義務にも矛盾するという意味で、営利企業への従事や役員等の兼務に対しては制限が課せられている。ただし、全体の奉仕者である本質に反せず、かつ職務専念義務に矛盾せず法の精神に反しないと認められる場合は、任命権者の許可により従事できるとされている（地方公務員法第38条）。
その許可基準については、各自治体の人事委員会規則や、教職員においては教育公務員特例法第17条に規定されている。主なものは以下の通りである。
- (1)　職務の遂行に支障を及ぼす恐れがない場合
- (2)　職員の占めている職と兼務する地位または従事しようという事業、もしくは事務との間に特別な利害関係がなく、またそのおそれもない場合
- (3)　職員の身分上ふさわしくない性質を持つものでない場合